# Public Diplomacy
Der Begriff Public Diplomacy (PD) wurde zu Beginn der 1960er Jahre in den USA geprägt und beschreibt die Ausrichtung moderner Diplomatie, die als Adressaten insbesondere ausländische Öffentlichkeiten zum Ziel hat. Public Diplomacy stellt damit eine Mischung aus Auslands-Propaganda, politischem Marketing, Völkerverständigung und Kulturdiplomatie dar. Sie zielt auf Verbesserung des Images des eigenen Landes in der Wahrnehmung anderer Länder.

## Definitionen
Hans M. Tuch definiert Public Diplomacy als „Kommunikationsprozess einer Regierung mit ausländischen Öffentlichkeiten mit der Absicht, Verständnis zu schaffen für die Vorstellungen und Ideale des eigenen Landes, seine Einrichtungen und Kulturen wie auch für dessen nationalen Ziele und aktuellen politischen Leitlinien.“
Signitzer (1995) beschreibt zwei Grundfunktionen der Public Diplomacy: Demnach gäbe es einerseits die „harte Schule“ der Public Diplomacy – die politische Information. Sie sei die Beeinflussung ausländischer Zielgruppen mittels Persuasion. Dabei gehe es zumeist um die kurzfristige Erklärung bzw. Verteidigung von konkreten Positionen und Verhaltensweisen von Regierungen. Andererseits gäbe es die „weiche Schule“ der Public Diplomacy, die auf ein wechselseitiges Verständnis in eher auf Langfristigkeit angelegten Präsentationen der Gesamtgesellschaft bzw. von Teilaspekten derselben ziele.
Eine Publikation des US-Außenministeriums beschreibt Public Diplomacy wie folgt:
Public diplomacy umfasst Aktionen der US-Regierung, die darauf abzielen, ausländische Öffentlichkeiten zu verstehen, zu informieren und zu beeinflussen durch internationale Austauschprogramme, internationale Informationsprogramme, Medienforschung und Umfragen sowie Unterstützung für Nichtregierungsorganisationen. Public diplomacy festigt die Beziehungen zu Amerikas Verbündeten, sucht andere mit amerikanischen Werten zu impfen und fördert gegenseitiges Verständnis zwischen den Vereinigten Staaten und anderen Gesellschaften. Richtig betrieben, verringert PD das Potenzial für militärische, politische und wirtschaftliche Konflikte und zerstreut negative Vorstellungen über die Vereinigten Staaten. Public diplomacy ist ein kostengünstiges, aber sehr wirksames Mittel um amerikanische Grundsätze und Interessen im Ausland zu fördern.
Andere Autoren stellen diese staatszentrierte Definition jedoch als „unreflektiert“ ab, da diese einer Gleichstellung von Public Diplomacy mit Public Relations nachkommt.
Neuerdings werden hingegen die nicht staatlichen Akteure als Public Diplomacy-Akteure betont wie zivilgesellschaftliche Akteure oder multinationale Konzerne. Dabei rücken die „Etablierung von Regel(werke)n, Normen und Werten als Instrument, aber auch Ziel von Außen- und Sicherheitspolitik ins Zentrum [...][der] Überlegungen“.
Somit kann Public Diplomacy auch als netzwerkbasiertes Konzept verstanden werden, „as diplomacy by rather than of publics“.
Darüber hinaus besitzt Public Diplomacy auch eine innenpolitische Komponente, der in der Fachliteratur immer mehr Bedeutung geschenkt wird (vgl.: Huijgh 2013: 59ff.; Lucarelli 2006: 13). So spiegelt das Verhalten nach außen sich auch nach innen wider und wird bewertet und andersherum wird Beeinflussung von anderen erst im Inneren geformt und bestimmt. Den zivilgesellschaftlichen Akteuren und den Medien kommt hierbei eine besondere Rolle zu, weil sie nun mehr Einflussmöglichkeiten besitzen, da die öffentliche Meinung durch die Entwicklung des Internets und des allgemeinen Fortschritts in den Kommunikations- und Fortbewegungstechnoliegen schneller und einfacher zu bilden und dadurch wichtiger geworden ist (vgl.: ‚CNN effect‘ Hocking 2005: 30; Gilboa 2008: 63f.; Bollier 2003: 7).

## Public Diplomacy und Soft Power
Joseph Nye vertritt ebenfalls einen Ansatz der Public Diplomacy. Diesen verbindet er mit dem von ihm geprägten Begriff der Soft Power. Um Public Diplomacy zu verstehen, wird deduktiv erklärt. Dazu wird zu Beginn der Begriff Power (deutsch: Macht) folgendermaßen von ihm beschrieben: „Macht ist die Fähigkeit, andere zu beeinflussen, um die Ergebnisse zu bekommen, die du willst.“ Dabei wird unterschieden zwischen „Androhung von Zwang (sticks), Anreizen und Zahlungen (carrots) und Attraktion, die andere das wollen lässt, was du willst“. Letzterer Punkt ist nach Nye Soft Power zuzuordnen, die neben den ersten beiden Unterscheidungen von Power nicht durch Zwang, sondern Attraktivität ihre Wichtigkeit erfährt.
„Soft Power ist ein fester Bestandteil täglicher, demokratischer Politik. Die Fähigkeit Präferenzen zu schaffen neigt dazu mit immateriellen Vermögenswerten, wie einer attraktiven Persönlichkeit, der Kultur, politischer Werte, Institutionen, sowie mit Politiken verbunden zu sein, die als legitim betrachtet werden.“
Public Diplomacy beschreibt Nye als „ein Instrument, das Regierungen zur Mobilisierung dieser Ressourcen nutzen, um damit zu kommunizieren und mehr Öffentlichkeiten anderer Länder anzuziehen, als deren Regierungen. Public Diplomacy versucht durch die Aufmerksamkeit auf diese potentiellen Ressourcen durch Broadcasting, Kulturexport, dem Arrangieren von Austausch usw. anzuziehen.“

### Die drei wichtigen Dimensionen der Public Diplomacy
- Daily Communication (Erklären von Außen und Innenpolitik)

→ gezieltes und starkes Einbinden ausländischer Medien nach Entscheidungen, um u. a. innenpolitische Entscheidungen im Ausland nicht falsch dastehen zu lassen
→ gut vorbereitetes Krisenmanagement: schnelles Reagieren bei Krisen durch (möglichst viele) Verantwortliche, um damit das Spinnen von falschen Narrativen sofort zu unterbinden, denn Medien können nicht auf ihre Storys warten
- Strategic communication (Set von politischen und Werbekampagnen)

→symbolische Veranstaltungen um die Aufmerksamkeit für bestimmte Themen zu erreichen, verstärken, steuern
→Agenda Setting im Ausland
- Development of lasting relationships (mit Schlüsselpersonen und Stakeholdern)

→durch Stipendien, Austausche, Seminare, Konferenzen und Zugang zu Medienkanälen
→ erzeugt größeres Verständnis von eigenen Entscheidungen, bringt Erwartungssicherheit, erzeugt Verflechtungen und mehr Kredit beim Gegenüber
Die drei Dimensionen sind in einer zeitlichen Reihenfolge von kurz- über mittel- bis langfristig zu sehen und allein deshalb schon ergänzend notwendig.
Zudem ist Kommunikation niemals eine Einbahnstraße. Zuhören ist genauso wichtig wie Sprechen. Man kann nichts verkaufen, was an dem anderen vollkommen vorbeigeht. Trotz selber Werte und sonstiger Einigkeit sehen und deuten alle durch eine sogenannte "kulturelle Brille": andere Länder, andere Sitten.
Quellen Daniel Ostrowski/Joseph S. Nye:

## Weitere Abgrenzungen
Im Unterschied zur „normalen“ Diplomatie richtet sich Public Diplomacy nicht nur an staatliche Akteure, sondern auch an die Bevölkerung anderer Staaten. In der neuen Literatur wird auch der innerstaatlichen Gesellschaft und dessen Akteuren mehr Bedeutung geschenkt, ob als Betreiber von Public Diplomacy oder als Rezipient (vgl.: Hocking 2005; Gilboa 2008; Huijgh 2013)
Auch der Begriff Propaganda ist nicht mit dem Begriff Public Diplomacy gleichzusetzen. Propaganda wird meist von staatlichen Akteuren beziehungsweise im Auftrag der staatlichen Akteure betrieben. Zudem ist Propaganda ein Instrument, das vor allem in Kriegszeiten genutzt wird, während Public Diplomacy hauptsächlich in Zeiten des Friedens angewandt wird. In der Praxis lassen sich die Begriffe Propaganda und Public Diplomacy allerdings nicht immer eindeutig voneinander abgrenzen.

## Public Diplomacy im Informationszeitalter
Das Ziel ist nach den oben genannten Definitionen unverändert. Die Umwelt hat sich jedoch extrem schnell gewandelt und diesen Umständen müssen sich die Diplomatie und damit auch Public Diplomacy anpassen. Durch die Demokratisierungswellen, aber auch durch die Globalisierung und der damit verbundenen Digitalisierung haben sich die Möglichkeiten um ein Vielfaches erhöht. Andererseits muss auf die erhebliche Transparenz geachtet werden, die sich sowohl positiv als auch negativ auswirken kann. Informationen kennen schon lange keine Grenzen mehr.
„Information ist Macht und heute hat ein viel größerer Teil der Weltbevölkerung Zugang zu dieser Macht. [...] Wenn Menschen überfordert sind mit dem sie konfrontierenden Volumen an Informationen, ist es schwer zu wissen auf was der Fokus liegt. Aufmerksamkeit, eher als die Information, wird zur knappen Ressource.“
Neben der Transparenz ist besonders die Flut an Informationen wichtig. Oftmals führt diese zur Überlastung und ist konterproduktiv. Die Herausforderung ist es, bestimmen zu können, wann welche Informationen herausgegeben werden. Dabei ist Agenda Setting gleichermaßen anspruchsvoll zu bewerten wie die Art und Weise der Ausgestaltung. Public Diplomacy muss zudem nicht immer gegenläufig sein. Oftmals können beide Parteien profitieren. Dabei wird die persönliche Reputation immer wichtiger. Regierungen kämpfen um Glaubwürdigkeit ebenso mit Medien, Unternehmen, NGOs, intergouvernementalen Organisationen und Netzwerken von Scientific Communities.

## Deutsche Public Diplomacy
Auch für die deutsche Außenpolitik beginnt ein Wettlauf um die Meinungen in anderen Ländern. Gleichermaßen geht es um Netzwerke und den vorhandenen Gestaltungsanspruch ebenso zu verkaufen wie eine mögliche Zurückhaltung deutscher Außenpolitik. Dass politische Kommunikation „no longer the exclusive domain of states“ ist, weiß auch die deutsche Bundesregierung. Die lauter werdende Kritik über die Undurchsichtigkeit deutscher Absichten wird im Zuge der größer werdenden Verantwortung nicht geringer.
Mit dem Review2014 - Außenpolitik Weiter Denken Prozess des Auswärtigen Amts ist Deutschland ein einzigartiger Kniff in seiner Selbstdarstellung gelungen. Durch diesen ergaben sich eine Werbekampagne mit einer Reihe symbolischer Events und über 50 internationale Experten, die in deutsche Außenpolitik eingebunden wurden. Dabei wurden deutsche Ansichten spielerisch verkauft, längerfristige Partnerschaften aufgebaut und womöglich neue Stakeholder deutscher Außenpolitik im Ausland gewonnen.

### Digital Diplomacy
Weitere Möglichkeiten nach außen zu vermitteln ergeben sich natürlich durch die tägliche Pressearbeit der Bundesregierung und der Botschaften, den teils vorhandenen Social Media Seiten der Vertretungen, aber auch besonderen, wie „OSCEChair’16Germany“. Dort wird regelmäßig über Innen- und Außenpolitik versucht aufzuklären.
„War Public Diplomacy früher sehr zielgruppenorientiert und auf individuelle und hochrangige Gesprächsrunden fokussiert, ist der Anspruch an die Botschaft nun eine breite Kommunikation.“ Diese erfordert vom Auswärtigen Amt eine Online-Strategie, von den Botschaften Online-Präsenzen, die sich den neuen Medien wie Facebook und Twitter anpassen. Zudem verlangt sie bei dem Wandel von Botschaften hin zu „Serviceeinrichtungen“ eine Anpassung an die Zeit. Zusätzlich zur Online-Strategie müssen Schulungen, aber auch die technische Weiterentwicklung in Sachen Software gewährleistet sowie bürokratische Hürden und Bedenken abgeschafft werden um dabei eine führende Rolle in Europa zu erlangen.
Die neuen Medien müssen konsequent ergänzend genutzt werden und es darf kein „entweder oder“ geben. Dabei ist trotz Mehraufwand zu beachten, dass nicht nur eine Vielzahl junger Menschen angesprochen wird, sondern eine große Masse von Menschen aller Altersgruppen eingebunden werden kann, die im persönlichen Kontakt nie erreicht werden würde. Ein stetiger Austausch mit der ausländischen Bevölkerung sollte keine Ausnahme sein, sondern wie eine persönliche Anfrage vor Ort behandelt werden: zeitnah, ungebunden und einfach. „Der Digitalisierung der Kommunikation sollte deshalb sehr hohe Priorität eingeräumt werden, die online-Vermittlung muss ernst genommen werden und darf kein verwaistes Nebenprodukt der Public Diplomacy als Beschäftigungstherapie für die jüngsten Mitarbeiter der Botschaft darstellen.“ Dabei haben die deutschen Diplomaten und Vertretungen noch einen großen Nachholbedarf bereits beginnend bei der klassischen Online-Präsenz, der Internetseite, die vielerorts nicht nur nicht täglich oder nicht wöchentlich, sondern oftmals nur unregelmäßig durch neue Inhalte ergänzt wird. Aber auch bei den vorhandenen Social-Media-Kanälen ist die Nutzung durch deutsche Diplomaten „[...] nicht effektiv genug, wenn es darum geht, den Menschen ‚vor Ort’ zuzuhören oder im Bezug auf Entwicklungen ‚vor Ort’ von ihnen zu lernen, um wirkliche Netze zu schaffen und Einschätzungen nach Berlin zu senden, die dann in den Planungsprozess einbezogen werden können.“
„Die klassische Public Diplomacy sollte trotz des rapiden Bedeutungsgewinns der sozialen Medien und online-Kommunikation nicht in ihren Grundfesten erschüttert und umgestaltet werden. Vielmehr ist es essentiell, die bewährten und gewachsenen Konzepte und Strukturen der diplomatischen Kommunikation in neue Gewänder zu hüllen und dadurch zu modernisieren und zeitgemäß umzustrukturieren.“

### Partner- und Mittlerorganisationen
Deutschland baut für die strategische und langfristige Kommunikation international auf viele Partner und deren Auslandsbüros. Dabei handelt es sich um Partner-, aber auch Mittlerorganisationen. Diese repräsentieren und vermitteln Deutschland, dessen Politik, Werte und Interessen. Nach Nye stehen sie für deutsche Soft Power (cultural diplomacy). Besonders stark vertreten sind das Goethe-Institut, der DAAD, verschiedene Handelskammern, deutsche Schulen, Deutsche Welle und deutsche NGOs. Zu den deutschen NGOs gehören allen voran Kirchliche Entwicklungsdienste, Malteser, Deutsches Rotes Kreuz und politische Stiftungen. Letzteren sind rein formal keine Regierungsorganisationen, beziehen aber das Mehr ihrer Einnahmen aus staatlichen Förderungen. Des Weiteren wird ihnen eine starke Parteinähe nachgesagt und so lässt sich die KAS der CDU zuordnen und die FES der SPD. Besonders ist die weltweite Einmaligkeit von Parteistiftungen dieser Art, deren Netzwerken und Einfluss. Die vor allem in Europa stark stattfindende Vernetzung gleichgesinnter Parteien und Eliten, Ansprechpartner und anderer Stakeholder ist ungemein wichtig für die deutsche Außenpolitik. Zudem haben sie in ihrer Arbeit einen enormen Spielraum, wenn ein Eingreifen der Regierung „politisch riskant“ oder unnütz wäre.
Besonders bedeutsam für die deutsche Public Diplomacy können auch private Unternehmen und ihre Produkte sein, so steht das Qualitätssiegel „Made in Germany“ für weltweite Qualität. Firmen wie die Siemens AG genießen rund um den Globus einen hervorragenden Ruf und sind über den ganzen Kontinent verteilt. Die Siemens AG ist beispielsweise seit 1868 im Iran aktiv und war deshalb sehr an der Aufhebung der Sanktionen gegen das Land interessiert. Das zeigt ebenfalls die starke Verstrickung von Wirtschaft und Diplomatie. Unternehmen haben teils divergierende Interessen oder Ansichten und müssen ihren Platz am Tisch finden. Einmalige Veranstaltungen können eine langfristige Wirkung haben. So gilt die FIFA Fußball-Weltmeisterschaft 2006 unter dem Motto „Die Welt zu Gast bei Freunden“ als wichtiger Meilenstein deutscher Außenwirkung.

## Public Diplomacy in der Wirtschaft
Auch auf wirtschaftlicher Ebene wird Public Diplomacy betrieben. Am Beispiel der Übernahme der französischen Konzerns Alstom von General Electric konnte man dies besonders anschaulich verfolgen: Hierbei griff der französische Staat massiv in die Verhandlungen zwischen General Electric und Alstom ein, da er ein großes Interesse daran hatte, wichtige eigene Wirtschaftsunternehme zu kontrollieren. Genau dieser Punkt veranschaulicht die fließenden Grenzen zwischen Lobbyismus und Public Diplomacy. Gerade in Frankreich spielen große Unternehmen wie EDF, Total, Citroën oder eben auch Alstom eine identitätsstiftende und nicht zuletzt auch patriotische Rolle für das Land. Dadurch fühlt man sich in Frankreich auch parteiübergreifend für französische Unternehmen verantwortlich und zögert nicht, diese finanziell zu unterstützen. So wie Apple, Coca-Cola oder Google als amerikanische Unternehmen wahrgenommen werden, nimmt die französische Öffentlichkeit Unternehmen wie Alstom als traditionell französisch war. Die Politik sorgt in Frankreich für diese Unterstützung, weil sie weiß, dass es kein besseres Aushängeschild beziehungsweise keine bessere Werbung für ein Land gibt, als erfolgreiche und mächtige Unternehmen mit einer nationalen Identität. Der französische Wirtschaftsminister Montebourg sagte in diesem Zusammenhang: „Die Wahl, die wir getroffen haben, ist eine Wahl für den ökonomischen Patriotismus“. Dieses Eingreifen impliziert die besondere Form von Public Diplomacy, welche der französische Staat verfolgt. Er möchte ein klares politisches Signal senden. So wird zum einen das Bild eines starken Staates an Europa und an die Welt gesendet und zum anderen das Bild einer soliden französischen Wirtschaft propagiert. Auch möchte der französische Staat seinen Bürgern zeigen, dass Arbeitsplätze gesichert werden. In Zukunft wird Lobbyismus ein zunehmend zentraler Aspekt sein, um auch der Politik zu ermöglichen, eine nationale und internationale Unternehmensstrategie beziehungsweise Public Diplomacy auf wirtschaftlicher Ebene umzusetzen. Dies ermöglicht Staaten, wie zuletzt Frankreich, die Standortwahl von Unternehmen bedeutend zu beeinflussen. Außerdem gibt man dadurch indirekt jedem einzelnen Bürger die Chance, bei zentralen Entscheidungen von Großkonzernen mitentscheiden zu können.